# Чебуркин, Иван Николаевич
Ива́н Никола́евич Чебурки́н (5 января 1911, Новая Майна, Самарская губерния — 16 февраля 1977, Москва) — легкоатлет, чемпион СССР в марафоне (1939), участник Великой Отечественной войны, гвардии старшина, полный кавалер ордена Славы.

## Биография
Родился 5 января 1911 года в деревне Новая Майна (ныне рабочий посёлок — Мелекесского района Ульяновской области) в крестьянской семье. Русский. Образование среднее.
В РККА с 1938 года.
С детства увлекся легкой атлетикой. Выступал за Спортивное общество «Спартак» (Москва). В 1939 году на чемпионате СССР по легкой атлетике занял 1-е место (марафон).

### В годы Великой Отечественной войны
Участник Великой Отечественной войны с июня 1941 года. Сражался на 2-м Украинском и 1-м Белорусском фронтах. В составе своей части принимал участие в освобождении Украины, Молдавии, Польши, воевал в Германии.
31 марта 1944 года, в наступательном бою у населённого пункта Тодорешты, командир бронетранспортёра взвода разведки роты управления 164-й танковой бригады (16-й танковый корпус, 2-я танковая армия, 2-й Украинский фронт) старший сержант Иван Чебуркин с группой бойцов ворвался во вражеские позиции, лично уничтожив до 10 фашистов. Приказом от 10 апреля 1944 года за мужество и отвагу, проявленные в боях, старший сержант Чебуркин Иван Николаевич награждён орденом Славы 3-й степени (№ 2301).
В боях 20-31 марта 1945 года в районе города Зольден (Германия) гвардии старшина Иван Чебуркин вместе с напарником нейтрализовал охрану моста, заминированного противником, и удерживал его до подхода основных сил, дав возможность переправиться через реку танковым подразделениям. Приказом от 13 апреля 1945 года за мужество и отвагу, проявленные в боях, гвардии старшина Чебуркин Иван Николаевич награждён орденом Славы 2-й степени (№ 11721).
24 апреля 1945 года в наступательном бою под городом Науен (Германия) командир взвода разведки роты управления 47-й гвардейской танковой бригады гвардии старшина И. Н. Чебуркин, находясь во главе группы разведчиков, огнём из пулемёта поджёг три автомашины, истребил свыше десяти гитлеровцев, способствуя тем самым успеху наступления.
Указом Президиума Верховного Совета СССР от 15 мая 1946 года за образцовое выполнение заданий командования в боях с немецко-фашистскими захватчиками гвардии старшина Чебуркин Иван Николаевич награждён орденом Славы 1-й степени (№ 1693).
Таким образом, Иван Николаевич Чебуркин стал полным кавалером ордена Славы.
Войну закончил в Берлине. Несколько раз был ранен.

### Мирное время
Участник исторического парада Победы 24 июня 1945 года в Москве на Красной площади.
В 1945 году демобилизован. Вернулся в спорт. На чемпионате СССР по лёгкой атлетике в 1948 году стал 10-м в марафоне, после чего принял решение о завершении карьеры спортсмена. В дальнейшем И. Н. Чебуркин работал тренером.
Жил в Москве. Скончался 16 февраля 1977 года. Прах захоронен в колумбарии на Николо-Архангельском кладбище, позже перезахоронен там же на урновом участке.

## Награды
- Мемориальная доска с именем Чебуркина И. Н. Три Ордена Славы всех степеней
- Орден Красного Знамени
- Два Ордена Красной Звезды
- Медали, в том числе:
  - За победу над Германией

Мемориальная доска с именем Чебуркина И. Н.

  - 20 лет Победы в Великой Отечественной войне 1941—1945 гг.
  - 30 лет Победы в Великой Отечественной войне 1941—1945 гг.

## Память
В Ульяновске, на Обелиске «30 лет Победы», Ива́ну Никола́евичу Чебурки́ну установлена мемориальная доска.